# Artur Gajek
Artur Gajek (né le 18 avril 1985 à Bergisch Gladbach en Allemagne) est un coureur cycliste allemand, passé professionnel en 2007 chez Wiesenhof.

## Biographie
Artur Gajek commence en 2004 dans l'équipe amateur Winfix Arnolds aux côtés de Linus Gerdemann. Cette année-là, il se classe second d'une classique à Dortmund. Doté d'une belle pointe de vitesse, il se place à deux reprises second d'étapes du Tour de Hongrie en 2005.
En 2006, il intègre l'équipe de Wiesenhof et acquiert ses premières victoires. 2 classiques : au Tour du Sachsenring et sur le Circuit du Houtland ainsi qu'une victoire d'étape contre-la-montre sur le Tour de Tenerife.
Muet en 2007, Gajek rejoint un an plus tard l'équipe ProTour Milram à la suite de la dissolution de Wiesenhof. Il dispute en 2008 son premier grand tour : le Tour d'Espagne durant lequel, lors de la 15e étape, il est exclu. Auparavant sur cette même Vuelta, il n'avait jamais terminé parmi les 100 premiers d'une étape.
En 2009, son meilleur résultat est une 10e place lors de la 5e étape du Tour de Turquie remportée par Olivier Kaisen. 
Malgré ses deux saisons maigres en palmarès, Gajek remporte haut la main le sprint final de la Cologne Classic devant Christian Poos. Gajek avait raté le début de saison à cause du virus de la grippe A.

## Palmarès
- 2002
  - 3e du Circuito Cantabro Junior
- 2003
  - 3eb étape du Trofeo Karlsberg
  - 3e du Trofeo Karlsberg
- 2006
  - Rund um den Sachsenring
  - Circuit du Houtland
  - 1re étape du Tour de Tenerife (contre-la-montre par équipes)
- 2010
  - Cologne Classic

## Résultats sur les grands tours

### Tour d'Espagne
1 participation 
- 2008 : exclu (15e étape)

## Classements mondiaux
| Année         | 2006 |
| ------------- | ---- |
| UCI Asia Tour | 235e |